# Mauzens-et-Miremont
Mauzens-et-Miremont är en kommun i departementet Dordogne i regionen Nouvelle-Aquitaine i sydvästra Frankrike. Kommunen ligger i kantonen Le Bugue som tillhör arrondissementet Sarlat-la-Canéda. År 2022 hade Mauzens-et-Miremont 290 invånare.

## Befolkningsutveckling
Antalet invånare i kommunen Mauzens-et-Miremont
Referens:INSEE